# Касас, Шейн
Шейн Касас (англ. Shaine Casas, /ʃeɪn ˈkɑːsəs/; род. 25 декабря 1999, Сан-Диего, Калифорния) — американский пловец. Рекордсмен Америки в короткой воде в эстафете 4×50 метров комплексным плаванием, где плыл баттерфляем.
На чемпионате мира (Абу-Даби 2021 года (короткая вода) завоевал золотую медаль на дистанции 100 метров на спине, серебряную медаль на дистанции 200 метров на спине и занял седьмое место в плавании на 50 метров на спине.
В 2022 году, на чемпионате мира (Будапешт), выиграл бронзовую медаль в плавании на 200 метров на спине. Позже в том же году, на чемпионате мира на короткой воде в Мельбурне, он завоевал серебряную медаль в заплыве на 200 метров на спине и занял четвёртые места в финалах на 100 и 200 метров комплексным плаванием и комплексным плаванием.

## Спортивная карьера
Начал тренироваться в 10 лет в клубе Rio Grande Valley Aquatics. В 2017 году выиграл 4 золота на юниорском чемпионате США, включая 200 м комплексом (1:58.74).
С 2018 года представляет Texas A&M University:
В 2021 году на отборочных соревнованиях в олимпийскую сборную команду США Касас занял третье место на дистанции 100 метров на спине, но только два первых пловца получили путёвки на Олимпийские игры в Токио.
На чемпионате мира 2021 года (короткая вода) в Абу-Даби сборная США в составе Райана Хелда, Хантера Таппа, Шейна Касаса и Зака Эппла завоевала бронзу в эстафете 4×100 метров вольным стилем, уступив командам России и Италии. В заплыве на 100 метров на спине Касас выиграл золото, опередив россиянина Климента Колесникова. На дистанции 50 метров на спине он занял седьмое место, а в эстафете 4×50 метров вольным стилем стал четвёртым. В эстафете 4×50 метров комплексным плаванием золото поделили сборные России и США, финишировавшие с одинаковым результатом. За сборную США выступали Шейн Касас, Ник Финк, Том Шилдс и Райан Хелд. В заплыве на 200 метров на спине Касас занял второе место, уступив 0,13 секунды поляку Радославу Кавецкому. В заключительный день соревнований он завоевал серебро в составе эстафеты 4×100 метров комплексным плаванием вместе с Ником Финком, Трентоном Джулианом и Райаном Хелдом. Также он завоевал серебро в смешанной эстафете 4×50 метров комплексным плаванием вместе с Ником Финком, Кейт Дуглас и Кэтрин Бёркофф, уступив сборной Нидерландов.
В 2022 году на чемпионате мира в Будапеште выступал только на дистанции 200 метров на спине, где завоевал бронзу, уступив своему соотечественнику Райану Мёрфи и британцу Люку Гринбанку.
В декабре 2022 года на чемпионате мира на короткой воде в Мельбурне команда США в составе Райана Мёрфи, Ника Финка, Кейт Дуглас и Торри Хаске установила новый мировой рекорд (1:35,15) в смешанной эстафете 4×50 метров комплексным плаванием. Шейн Касас, Майкл Эндрю и Александра Уолш также получили золотые медали, так как выступали в предварительном заплыве. Он также участвовал в предварительном заплыве смешанной эстафеты 4×50 метров вольным стилем, но в финале команда заняла четвёртое место. В составе эстафеты 4×100 метров вольным стилем завоевал бронзовую медаль вместе с Дрю Киблер, Карсоном Фостером и Кираном Смитом. Дэвид Кёртис и Трентон Джулиан участвовали только в предварительном заплыве.
Также занял четвёртое место в заплыве на 200 метров комплексным плаванием, пятое место в эстафете 4×50 метров вольным стилем и четвёртое место в заплыве на 100 метров комплексным плаванием. В эстафете 4×50 метров комплексным плаванием сборная США (Райан Мёрфи, Ник Финк, Шейн Касас и Майкл Эндрю) заняла второе место, уступив команде Италии, установившей новый мировой рекорд. В заплыве на 200 метров на спине стал вторым, уступив Райану Мёрфи.
Спустя полгода, на чемпионате мира 2023 в Фукуоке, вышел в финал только на дистанции 200 метров комплексным плаванием, где занял четвёртое место, уступив бронзовому призёру 0,28 секунды.
На чемпионате мира 2024 в Дохе стал чемпионом мира в эстафете 4×100 метров комплексным плаванием и завоевал бронзу в эстафетах вольным стилем.
Через пять месяцев, на Олимпийских играх в Париже, он выступал только на дистанции 200 метров комплексным плаванием, но не смог пройти в финал, заняв девятое место в полуфинале с отставанием 0,07 секунды от квалификационного результата.

## Технические особенности
По данным анализа SwimSwam:
| Элемент                        | Показатель      |
| ------------------------------ | --------------- |
| Смена направления в баттерфляе | 0.28 сек        |
| Угол сгиба в колене при толчке | 127°            |
| Частота дыхания на 200 м       | каждые 3 гребка |

## Награды
- 2021 — «Пловец года конференции SEC»
- 2022 — Премия Phillips 66 за лучший результат сезона
- 2023 — Номинация на «Прорыв года» по версии FINA